# Balch (Fluss)
Der Balch, auch Balchab (im Oberlauf Rud-e Band-e Amir), ist ein Fluss in Zentral- und Nordafghanistan.
Der Balch entspringt etwa 50 Kilometer nordwestlich von Bamiyan. Der Fluss durchfließt die Band-e-Amir-Seen in westlicher Richtung, später wendet er sich nach Nordwesten und schließlich nach Norden. Er durchfließt das zentralafghanische Bergland in überwiegend nördlicher Richtung. Schließlich erreicht er etwa 20 Kilometer westlich von Masar-e Scharif und 10 Kilometer südlich von der Stadt Balch die Ebene im Norden von Afghanistan. Der Fluss wendet sich anschließend nach Westen und passiert die Stadt Aqtscha. Der Fluss fächert sich in viele Arme auf und versickert nordwestlich von Mingajik in der Wüste.
In der Antike war der Balch als Baktros bekannt und mündete damals noch in den Oxos.
Der Balch hat eine Länge von etwa 450 Kilometer.

## Hydrometrie
Mittlerer monatlicher Abfluss des Balch (in m³/s) am Pegel Rabat-i-Bala (gemessen von 1964 bis 1978).